# Mark Connors
 Mark Connors, né le 17 mai 1971 à Brisbane, est un joueur de rugby à XV australien, qui joue avec l'équipe d'Australie au poste de troisième ligne aile ou centre (1,95  m pour 104  kg). 

## Carrière
Il joue avec les Queensland Reds dans le Super 12. Il effectue son premier test match le 17 juillet 1999 contre l'équipe d'Afrique du Sud et son dernier test match fut le 18 novembre 2000 contre l'équipe d'Angleterre. Il participe à la Coupe du monde de rugby 1999 (6 matchs).

## Statistiques

### En club
- 1995-2002 : Queensland Reds
- 2002-2004 : Northampton Saints
- 2006 : Queensland Reds
- 122 matchs avec les Queensland Reds
- 85 matchs de Super 12

### En équipe nationale
- Nombre de matchs avec l'Australie : 20
- 10 points (2 essais)
- Sélections par année: 10 en 1999, 10 en 2000